# Maria de Mangop
Maria din Mangop (sau Maria Paleologu; n. sec. XIV – d. 1477) a fost o nobilă bizantină, principesă de Theodoro, a doua soție a voievodului Ștefan cel Mare.

## Biografie
Numele este însemnat Maria Asanina Paleologhina în limba slavonă, pe o icoană donată de ea Mănăstirii Grigoriu din Muntele Athos.
Maria din Mangop (după Mangop, numele turco-tătar al cetății Doros, capitala principatului bizantin din Crimeea) a fost sora lui Alexandru, fiul principelui Alexios II de Theodosia mort în decembrie 1475. Maria de Mangop este moștenitoarea pe linie directă a familiei lui Demetrios Paleologos Gavras, întemeietorul principatului bizantin din Crimeea (aprox. 1362). Această ramură a familiei Paleologilor era înrudită cu dinastia Comnen, cu cea a Asaneștilor din Bulgaria, cu familiile voievodale din Moldova și ulterior cu familia cneazului Ivan al III-lea al Moscovei, și prin acesta cu familiile boierești rusești Golovin, Hovrin, Tretiakov și Gavrilov.
Căsătoria cu domnul Moldovei a avut loc la Suceava la  24 septembrie 1472. Din această căsătorie s-au născut doi băieți gemeni: Iliaș (1473 - 1473) și Bogdan (1473 - 1479). Bogdan este înmormântat la mănăstirea Putna, alături de mama sa. Ca și prima căsătorie a domnitorului, și aceasta se va termina prin decesul soției sale.Conform inscripției de pe mormântul de la mănăstirea Putna, inscripție în limba slavonă realizată de jur împrejurul câmpului decorativ de pe lespedea de marmură, doamna Maria de Mangop a decedat pe 19 decembrie 1477.